# Dafnis și Cloe

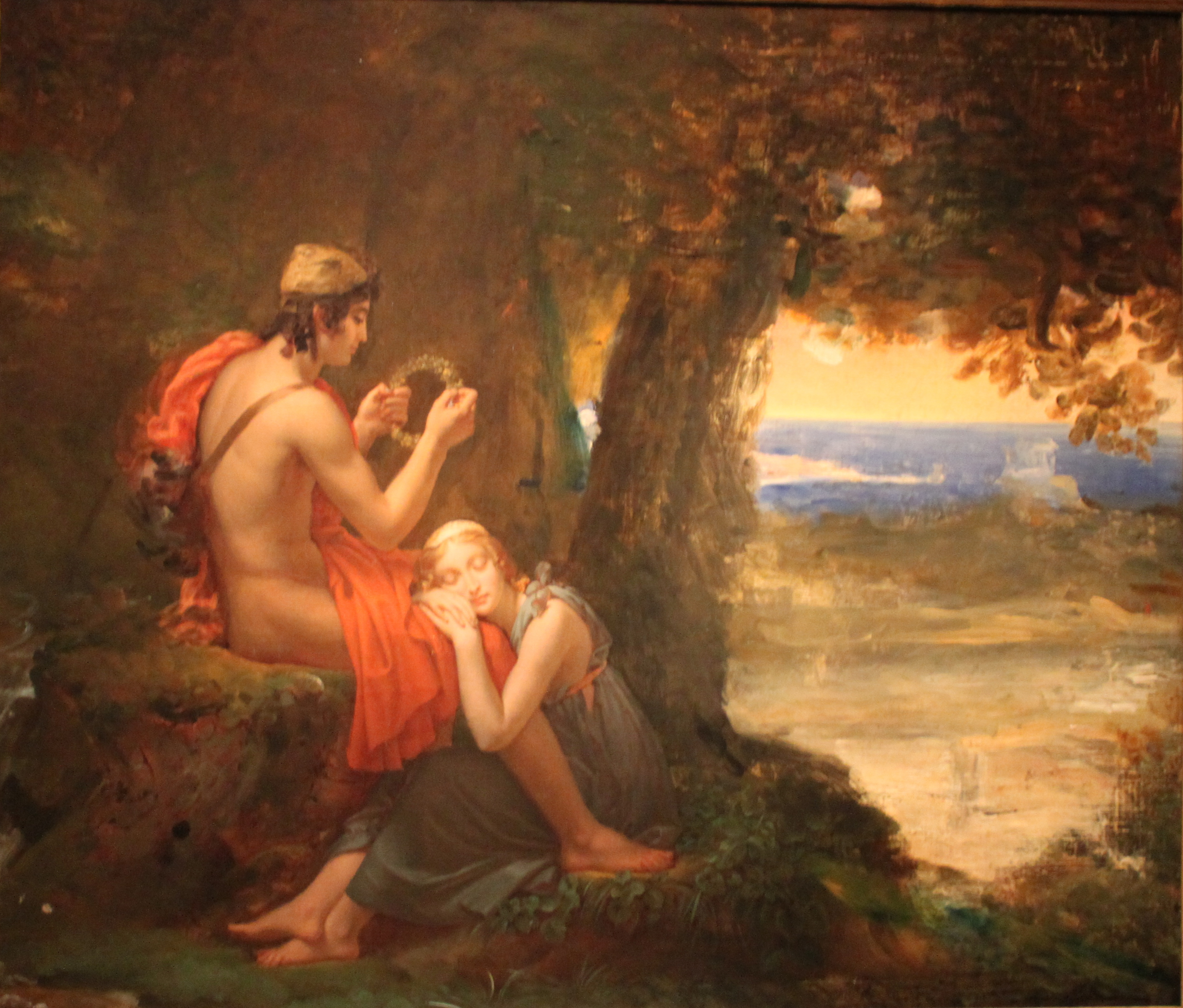
Daphnis și Chloe

Dafnis și Cloe (intitulat în unele versiuni Daphnis și Chloe, greacă Δάφνις καὶ Χλόη, transliterat: Dafnis kaὶ Chlόi) este un roman pastoral scris în secolul al II-lea sau al III-lea e.n. și singura operă cunoscută a scriitorului grec Longos, despre care nu se știe mare lucru.
Romanul bucolic relatează povestea a doi tineri care trăiesc într-un sat și se îndrăgostesc profund unul de celălalt, în deplină armonie cu natura și sub binecuvântarea zeilor. Această poveste a avut o influență semnificativă atât în literatura ulterioară, cât și în artele vizuale și muzicale.

## Cadru și stil
Acțiunea romanului se desfășoară pe insula grecească Lesbos, unde se presupune că ar fi trăit și autorul. Stilul său este retoric și pastoral; păstorii și păstorițele sale sunt complet convenționali, dar autorul conferă interes uman acestei lumi idealizate. Dafnis și Cloe seamănă mai mult cu un roman modern decât principalul său rival în rândul romanelor erotice grecești, Etiopica lui Heliodor, cel din urmă fiind remarcabil mai mult pentru intrigă decât pentru personajele sale.

## Rezumat
Romanul Dafnis și Cloe prezintă povestea unui băiat (Dafnis) și a unei fete (Cloe), fiecare dintre ei fiind abandonat la naștere împreună cu câteva semne de identificare. Un căprar pe nume Lamon îl găsește pe Dafnis, iar un păstor pe nume Dryas o găsește pe Cloe. Fiecare dintre ei hotărăște să crească copilul pe care l-a găsit ca fiind al său. Dafnis și Cloe cresc împreună, păstorind turmele părinților lor adoptivi. Ei se îndrăgostesc, dar, fiind naivi, nu înțeleg ce li se întâmplă. Philetas, un văcar bătrân și înțelept, le explică ce este dragostea și le spune că singurul leac pentru aceasta este sărutul. Ei și fac acest lucru. În cele din urmă, Lycaenion, o femeie din oraș, îl educă pe Dafnis în a face dragoste. Cu toate acestea, Daphnis decide să nu-și testeze abilitatea nou dobândită pe Cloe, deoarece Lycaenion îi spune lui Dafnis că Cloe „va țipa și va plânge și va zăcea sângerând abundent [ca și cum ar fi fost ucisă].” De-a lungul cărții, Cloe este curtată de pretendenți, dintre care doi (Dorcon și Lampis) încearcă s-o răpească cu mai mult sau mai puțin succes. De asemenea, ea este răpită de tâlhari dintr-un oraș din apropiere și salvată prin intervenția zeului Pan. Între timp, Dafnis cade într-o groapă, este bătut, răpit de pirați și aproape violat de un bețiv. În cele din urmă, după ce sunt recunoscuți de părinții lor naturali, Dafnis și Cloe se căsătoresc și își trăiesc restul vieților bucolice la țară.

## Personaje

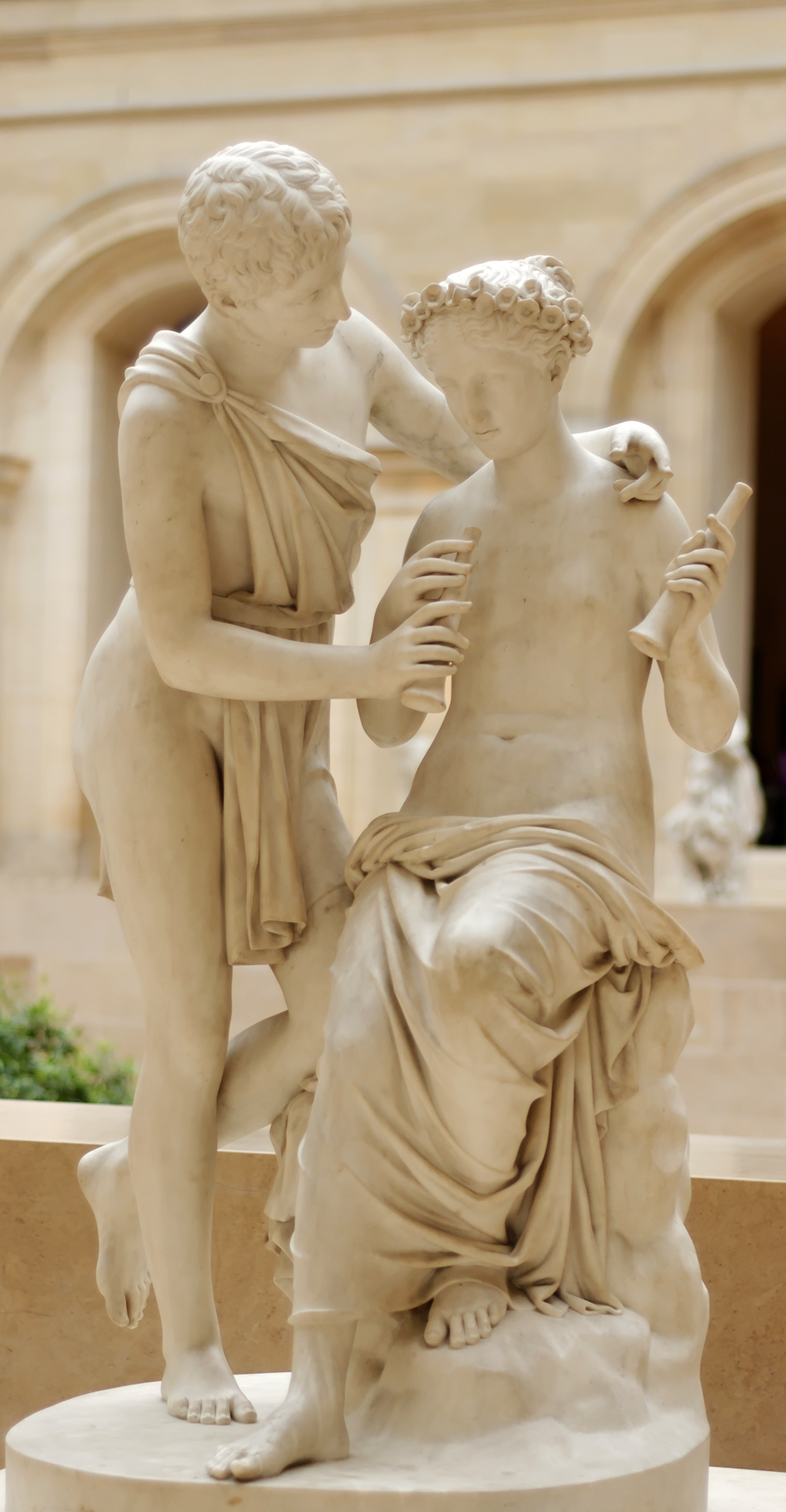
Daphnis și Chloe de Jean-Pierre Cortot

Printre personajele romanului se numără:
- Astylus – fiul lui Dionysophanes
- Cloe – eroina
- Dafnis – eroul
- Dionysophanes – stăpânul și tatăl lui Dafnis
- Dorcon – potențialul pretendent al lui Cloe
- Dryas – tatăl adoptiv al lui Cloe
- Eros – zeul iubirii
- Eudromus – un mesager
- Gnathon – potențialul pretendent al lui Dafnis
- Lamon – tatăl adoptiv al lui Dafnis
- Lampis – un crescător de vaci
- Lycaenion – femeia care îl educă pe Dafnis în a face dragoste
- Megacles – tatăl lui Cloe
- Myrtale – mama adoptivă a lui Dafnis
- Nape – mama adoptivă a lui Cloe
- Pan – zeul păstorilor și al sălbăticiunilor
- Philetas – bătrânul țăran care îi sfătuiește pe eroi cu privire la dragoste; probabil numit după Filitas din Cos[4]
- Rhode – mama lui Cloe

## Tradiția textului
Până la începutul secolului al XIX-lea, lipsea aproximativ o pagină din textul original; când Paul Louis Courier a mers în Italia, a găsit partea lipsă într-unul dintre plutei (un antic pupitru roman de lectură sau loc de depozitare a manuscriselor) de la Biblioteca Laurenziana⁠(en)[traduceți] din Florența. Cu toate acestea, imediat ce a copiat textul, a răsturnat suportul de cerneală și a vărsat cerneală peste tot manuscrisul. Filologii italieni au fost indignați, în special cei care studiaseră pluteul dând „o descriere foarte exactă” (un’esattissima notizia) a acestuia.

## Influențe și adaptări

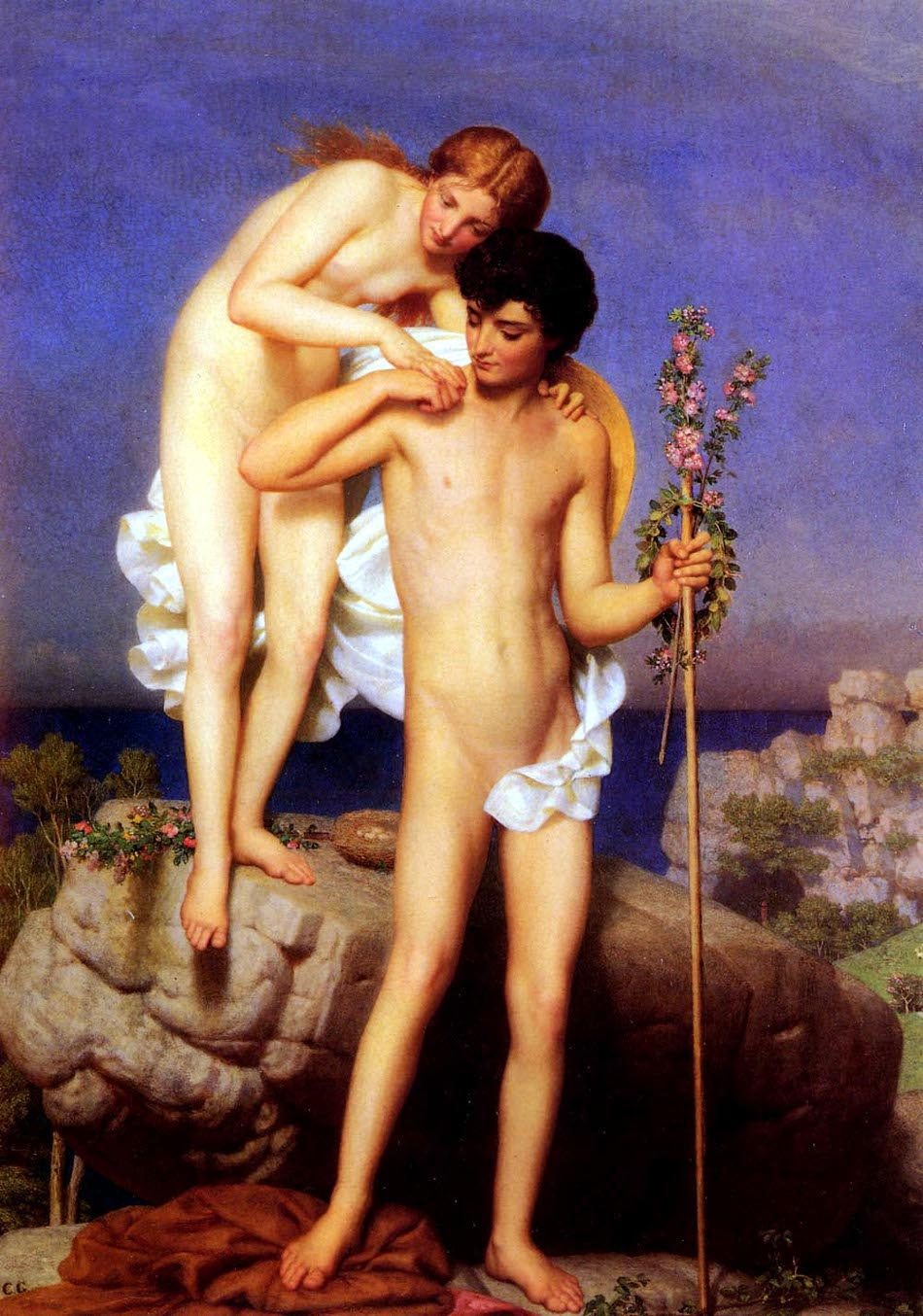
Tablou din secolul al XIX-lea realizat de pictorul elvețiano-francez Marc Gabriel Charles Gleyre, care ilustrează o scenă din Dafnis și Cloe

Prima ediție în limbaj vernacular a romanului Dafnis și Cloe a fost versiunea franceză a lui Jacques Amyot⁠(en)[traduceți], publicată în 1559. Împreună cu romanul Diana de Jorge de Montemayor (publicat în același an), Dafnis și Cloe a contribuit la inaugurarea unei vogi europene pentru ficțiunea pastorală în secolele al XVI-lea și al XVII-lea. Dafnis și Cloe a fost devenit un model pentru mai multe opere, printre care La Sireine de Honoré d'Urfé, Aminta de Torquato Tasso și The Gentle Shepherd de Allan Ramsay⁠(en)[traduceți]. Romanul Paul et Virginie de Jacques-Henri Bernardin de Saint-Pierre evocă aceeași poveste.
Traducerea franceză a lui Jacques Amyot este poate mai cunoscută decât originalul. Povestea a fost prezentată în numeroase ediții ilustrate, inclusiv o ediție limitată din 1937 cu xilogravuri de Aristide Maillol⁠(en)[traduceți] și o ediție din 1977 ilustrată de Marc Chagall. O altă traducere care rivalizează cu originalul este cea a lui Annibale Caro⁠(en)[traduceți], unul dintre scriitorii cei mai dragi iubitorilor eleganțelor toscane.
Se consideră că opera Shiosai (Sunetul valurilor) din 1952, scrisă de japonezul Yukio Mishima în urma unei vizite în Grecia, a fost inspirată de mitul lui Dafnis și Cloe. O altă operă bazată pe acesta este romanul Le Blé en herbe de Sidonie-Gabrielle Colette din 1923.
Filmul din 1987 File de poveste (The Princess Bride) conține asemănări cu romanul Dafnis și Cloe (spre exemplu, în ambele povești protagonistul romantic masculin este capturat de pirați). Lawrence Rinder, director al Muzeului de Artă Berkeley și al Arhivei de Film Pacific, atribuie inspirația pentru film lui Longus.

## Galerie

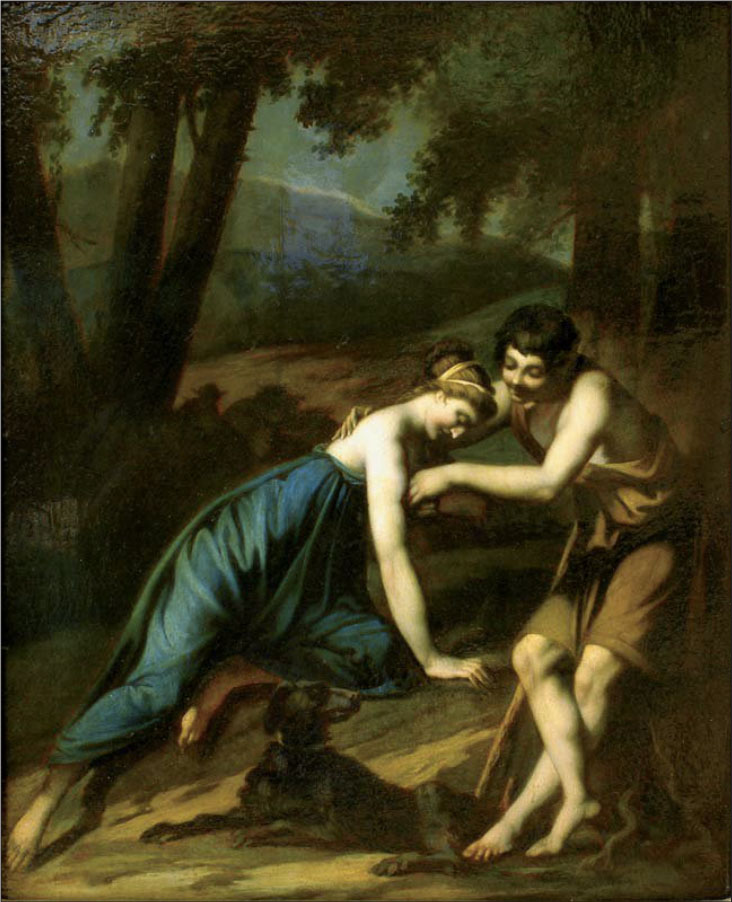
Daphnis et Chloé de Pierre-Paul Prud'hon, 1808
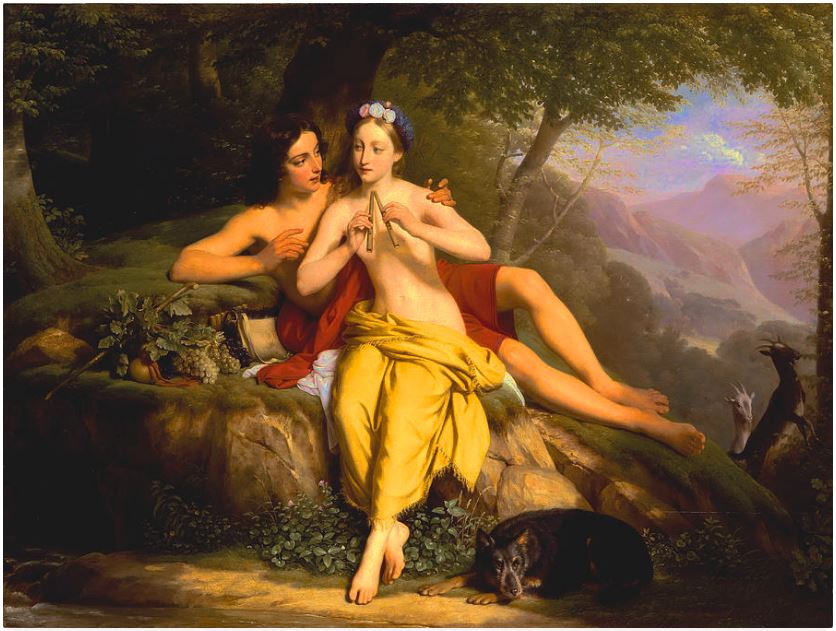
Daphnis et Chloe de Louise Marie-Jeanne Hersent, 1837
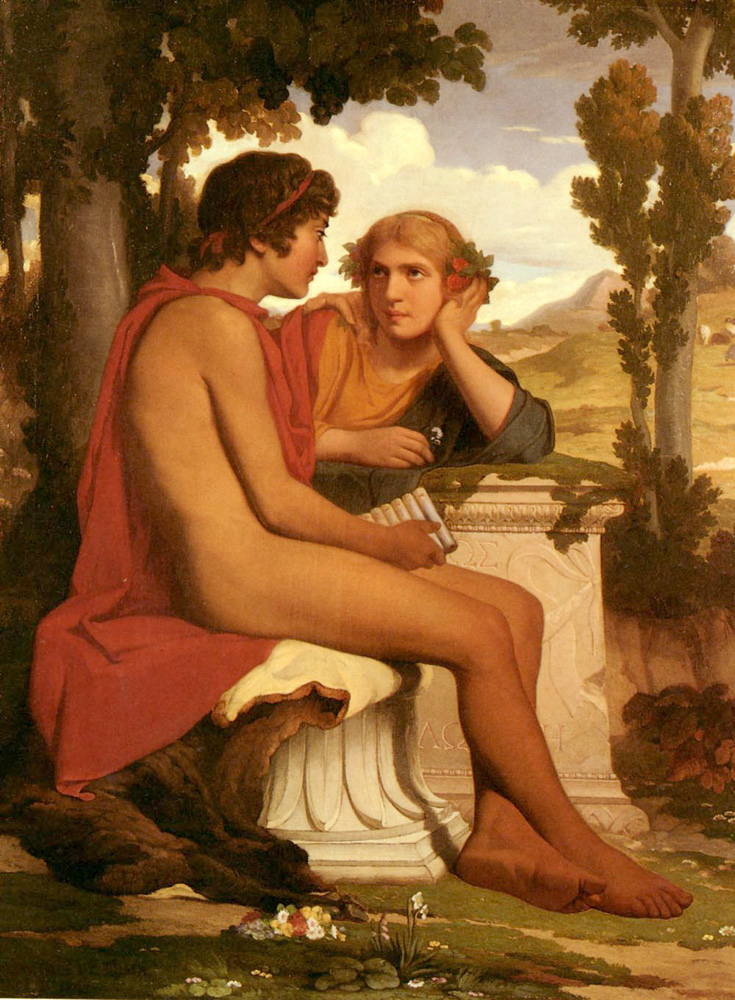
Daphné et Chloé de Dominique Louis Papety, 1848
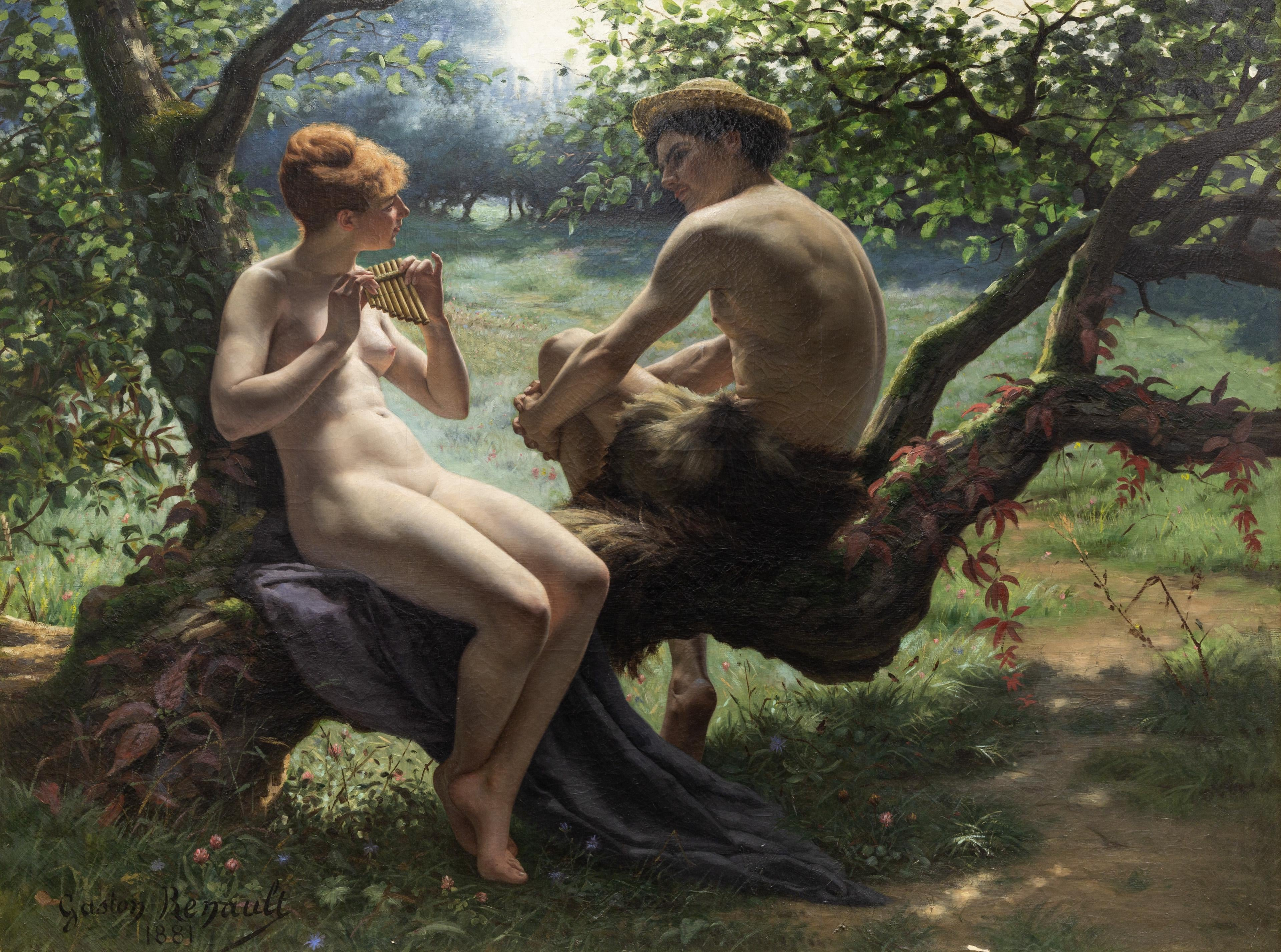
Daphnis and Chloe de Gaston Renault, 1881
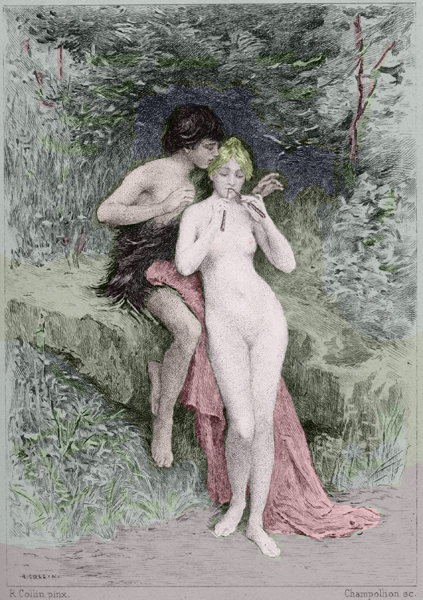
Raphael Collin, copertă din 1890
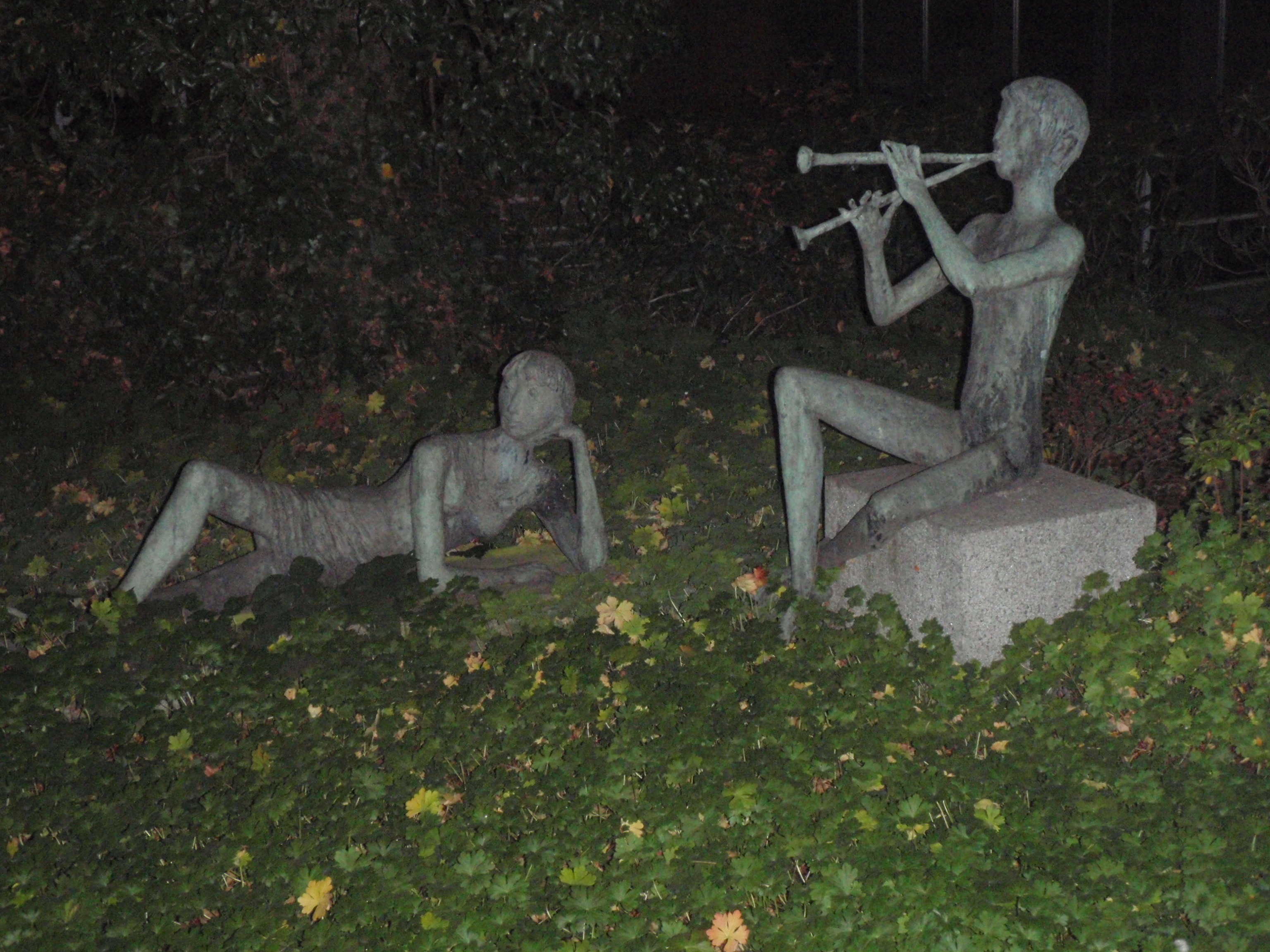
Daphnis und Chloe, statuie din 1958 de Ursula Querner în Hamburg-Altona, Germania

## Traduceri în română
- Longos (1922), Daphnis și Chloe, tradus de Balmuș, Constantin Ion, București: Editura Cultura Națională
- Longos (1964), Daphnis și Chloe, tradus de Creția, Petru, București: Editura pentru Literatură Universală

## Legături externe
- Materiale media legate de Dafnis și Cloe la Wikimedia Commons
- Lucrări referitoare la Daphnis și Chloe aflate la Wikisursă

Ediții ale textului grec
- Longi Pastoralium de Daphnide et Chloe Libri IV Graece et Latine Ed. Christ. Guil. Mitscherlich, Biponti (Zweibrücken), 1794.
- Longi Pastoralia First complete Greek text of Daphnis and Chloe, edited by P.-L. Courier, with a Latin translation by G. R. Lud. de Sinner. Paris, 1829.
- Longi Pastoralia Greek text of Daphnis and Chloe with a Latin translation, edd. Seiler, Schaefer, Boissonade & Brunck. Leipzig, 1843.
- Erotici Scriptores Paris, 1856. Longi Pastoralia, Greek text with Latin translation, edited by G A Hirschig, pp. 174–222.
- Daphnis and Chloe The Bibliotheca Classica Selecta's 2006/07 edition of the Greek text with the French translation of Jacques Amyot revised, corrected and completed by P.-L. Courier.

Rezumate, analize și alte studii
- Chirping Cicadas and Singing Crickets An article – written from the standpoint of a cultural entomologist – by Herbert Weidner, Hamburg, Germany.
- Daphnis and Chloe: Its influence on art and its impact on Goethe An entry in the Encyclopedia of World Biography which also notes the work done by William E. McCulloh, Emeritus Professor of Classics at Kenyon College, Ohio, in dating Daphnis and Chloe.
- Longus: Life, Influence & Bibliography An entry in the Encyclopedia of the Ancient World.
- J. C. Dunlop's History of Fiction London, 1888, vol. 1, pp. 45–57.